# Anatolij Bytjkov
Anatolij Bytjkov (kasakhisk: Анатолий Владимирович Бычков tr. Anatolij Vladimirovitj Bytjkov ; født 20. juli 1929 i Jermak (nu Aqsu), Kasakhiske ASSR, Sovjetunionen - død 1997 i Almaty) var en kasakhstansk/sovjetisk komponist, pianist og lærer.
Bytjkov studerede komposition på Kurmangazy Nationale Kasakhiske Konservatorium  hos Jevgenij Brusilovskij, og underviste senere i komposition samme sted. Han skrev tre symfonier, orkesterværker, kammermusik, operaer, korværker, sange, og værker for mange forskellige instrumenter. Bytjkov har gjort sig mest bemærket for sine symfonier og orkesterværker, som er inspireret af Sergej Prokofjev og Dmitrij Sjostakovitj samt den kasakhiske folklore.

## Udvalgte værker
- Symfoni nr. 1 (1955) - for orkester
- Symfoni nr. 2 (1970) - for orkester
- Symfoni nr. 3 (1980) - for orkester